# Péter evangéliuma
A Péter evangéliuma,  vagy a Péter szerinti evangélium (ógörögül: κατά Πέτρον ευαγγέλιον) egy újszövetségi apokrif irat.
Eredetileg koiné görög nyelven íródott. Ez egy nem kanonikus evangélium, a kereszténység késő ókori, karthágói és római szinódusai elutasították, mint apokrif írást, ami hozzájárult az újszövetségi kánon lezárásához. 
A mű – melynek keletkezési idejét a 2. század végére teszik – ugyan ismert volt a korai egyházatyák előtt, de később elveszett. Létezését igazolja, hogy az 1886–1887-es ásatásoknál jelentéktelen töredékei előkerültek.
A mű a szenvedéstörténetet meséli el Pilátus kézmosásától Jézus feltámadásáig. A temetést a zsidó formaságokra ügyelve, nagy részletességgel írja le. A feltámadás a Péter evangéliuma szerint Jézus ellenségei előtt történt óriási eseményként. A műből zsidóellenes vélekedések olvashatóak ki, a szerző feltehetően a görög világot kívánta meggyőzni igazáról.

## Magyar nyelvű fordítás
- Töredékek a Péter evangéliumából I.–II. (ford. Vanyó László) IN: Apokrifek (szerk. Vanyó László), Bp., Szent István Társulat, 1980, ISBN 963-360-110-x, 262–268. o.